# Histoire du Panama pendant la Seconde Guerre mondiale
L'histoire de Panama durant la Seconde Guerre mondiale commence en 1939. En raison du canal de Panama, contrôlé par les États-Unis, coupant le pays en deux, le Panama était d'une importance stratégique majeure pour l'effort de guerre des Alliés, ainsi que l'emplacement stratégique le plus important en Amérique latine pendant la Seconde Guerre mondiale. Le canal était un lien essentiel entre les océans Atlantique et Pacifique qui était vital à la fois pour le commerce et la défense de l'hémisphère occidental. Par conséquent, la défense de la zone du canal était le principal souci des États-Unis sur le théâtre américain. Panama ne reçut jamais l'aide du prêt-bail, mais en retour de droits à construire des infrastructures militaires sur le territoire panaméen, les États-Unis s’engagèrent dans des projets de travaux publics à grande échelle, qui participèrent beaucoup à moderniser le pays et à stimuler l'économie,.

## Histoire

### Économie
Selon le livre Latin America during World War II de Thomas M. Leonard, la guerre eut un impact majeur sur l'économie panaméenne. Le transit commercial par le canal chuta de plus d'un tiers entre 1940 et 1945, entraînant une diminution des deux tiers des recettes de péage. En revanche, la production domestique du Panama augmenta, en raison d'une augmentation de la demande causée par la guerre. La production de sucre, de lait et de viande de bovins doubla presque entre 1939 et 1946. Le gouvernement accéléra le décollage en quadruplant les dépenses, mais le véritable catalyseur fut l'afflux de dollars américains.
Entre 1930 et 1943, les investissements de capitaux américains baissèrent fortement dans tous les pays d'Amérique latine, sauf au Venezuela, riche en pétrole, et au Panama. Leonard affirme que le Panama connu en proportion l'augmentation la plus élevée des deux, que l'investissement fut multiplié par trois pour atteindre 514 M $, principalement dans le secteur bancaire et les services publics. Le nombre d'entreprises sous contrôle américain passa de 22 en 1929 à 69 en 1943. En outre, il est estimé que 12,5 % de la main-d'œuvre du Panama était employée dans la zone du canal. En 1939, il y avait 3 511 travailleurs payés au taux américains (gold roll worker) dans la zone, et 11 246 payé au taux local (silver roll worker). En 1942, ces chiffres avaient augmenté à respectivement 8 550 et 28 686. L'afflux de travailleurs sur la zone du canal et à Panama et à Colón était si grand que le gouvernement panaméen se plaignit d’une pénurie d'enseignants et d'autres employés qualifiés. Le gouvernement ne cessa, cependant, d’essayer de tirer profit de la situation en « renforçant » l’enseignement de langue anglaise dans les écoles et en insistant sur la formation professionnelle dans l'administration commerciale et des affaires afin d'encourager le développement des petites entreprises et fournir des employés qualifiés pour les entreprises commerciales dont le nombre croissait.
Des Panaméens étaient employés dans la construction d'un troisième jeu d'écluses pour le canal, de nombreuses routes, et de plus de 100 sites de défense dans tout le pays. La construction des routes comprenait un tronçon reliant Panama à la base aérienne de Río Hato à l'ouest, et une route entre les villes de Panama et Colon, connu comme la route transisthmique. En parallèle de l'augmentation du nombre de Panaméens, les États-Unis firent venir des milliers de travailleurs d'autres pays d'Amérique centrale et des Antilles. Les travailleurs et le personnel militaire supplémentaires incitèrent le gouvernement américain à acheter d’énormes quantités de nourriture et de marchandises diverses, contribuant ainsi à stimuler l'industrie agricole du Panama.

### Présidence Arias
Élu en 1940, Arnulfo Arias fut le président du Panama au cours de deux des premières années de la guerre. Il était ouvertement fasciste et considéré comme pro-Axe par les Alliés pour son hostilité envers les États-Unis et de son empressement à limiter l'influence américaine sur son territoire. En 1939, l'armée des États-Unis demanda des baux de 999 ans à la République du Panama pour construire plus de 100 sites en dehors de la zone du canal, comme des aérodromes, des batteries anti-aériennes, et des stations d'alerte qui seraient utilisés pour la défense du canal. Arias exigea une compensation sous la forme de liquidités et le transfert au Panama de diverses propriétés, mais pour les États-Unis, le prix était trop élevé. Les négociations traînèrent pendant les deux années suivantes. Finalement, le 13 février 1941, le gouvernement panaméen informa les Américains que, s’il devait accorder une telle demande, le gouvernement des États-Unis devait déclarer qu’il existait une menace imminente pour la sécurité du canal,,.
Le même jour, le secrétaire d'État américain, Cordell Hull, fit la déclaration suivante:

« Le gouvernement des États-Unis a... abouti à la conclusion que, conformément aux termes de l'article X du traité de 1936 ... une conflagration internationale avait éclaté apportant avec elle l'existence d'une menace pour la sécurité du canal de Panama qui nécessite la prise de mesures pour la défense du canal de la part du gouvernement des États-Unis. »

Le 18 février, le gouvernement panaméen publia un mémorandum qui comprenait douze demandes en contrepartie des contrats de location des bases:

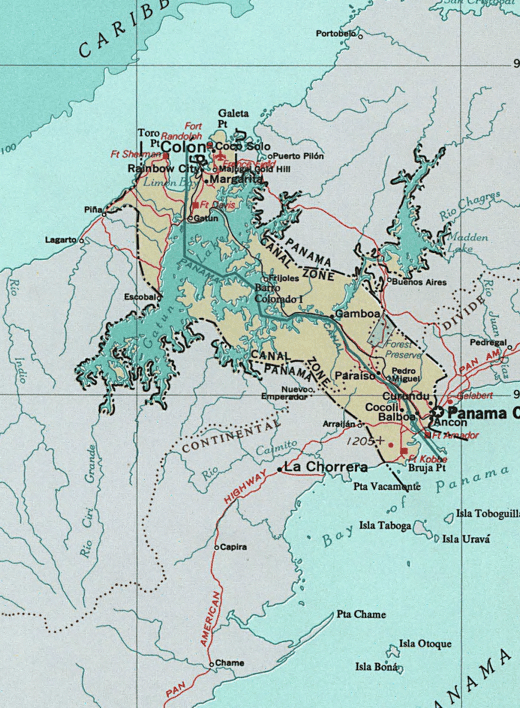
Une carte de la zone du canal de Panama.

- Transfert, sans frais, des systèmes d'assainissement dans les villes de Panama et de Colon
- Transfert de toutes les terres appartenant au chemin de fer de Panama (Panama Railroad) dans les villes de Panama et de Colon, évalué à environ 12 millions de dollars
- Renforcement des efforts des deux gouvernements pour prévenir la contrebande de la zone du canal vers le territoire panaméen
- Construction d'un pont sur le canal
- Participation américaine à hauteur d'un tiers de tous les coûts engagés pour améliorer et maintenir toutes les routes et autoroutes utilisées par son armée au Panama
- Fin de l'importation de Noirs des Caraïbes pour travailler dans la zone du canal
- Limitation de l’armement de la police militaire américaine et la police de la zone du canal aux matraques en dehors de la zone du canal
- Distribution de l'excédent d'électricité résultant de l’exploitation du canal aux villes de Panama et de Colon, comme demandé par le gouvernement panaméen
- Prise en charge par les États-Unis de la totalité des coûts de la route pour Rio Hato, et donc payement des 2 millions de dollars empruntés par le Panama pour cette réalisation auprès de la banque Export-Import Bank
- Transfert, par les États-Unis, de la gare ferroviaire située dans la ville de Panama au gouvernement du Panama
- Paiement par les États-Unis d’une indemnité pour le transit des troupes américaines pendant la guerre qui interromps le trafic régulier du canal
- Fourniture par les États-Unis de travailleurs pour la construction d'un oléoduc entre la ville de Panama et le port de Balboa.

Le coût total pour répondre à ces demandes fut estimé entre 25 et 30 millions de dollars, et fut l'une des raisons pour lesquelles les négociations durèrent si longtemps. Il y avait aussi un sérieux désaccord sur la durée des baux pour les nouveaux sites de défense. La plupart convenaient que 999 années était tout simplement une durée beaucoup trop longue, et assimilable à la propriété. Ainsi, après l'abandon de la demande pour les baux de 999 ans, les militaires les souhaitaient pendant au moins dix ans, le département d'État les voulait aussi longtemps qu’une menace pour le canal existait, et Arias voulait que la propriété des bases lui soit retournée dès la fin de la guerre. Une autre question controversée concernait la demande du gouvernement des États-Unis d'armer des navires immatriculés au Panama. La bataille de l'Atlantique prenait son tribut sur les lignes d'approvisionnement reliant l'Amérique à la Grande-Bretagne, et certains des navires étaient coulés peu après la sortie du canal. Comme le Panama était officiellement neutre à ce stade de la guerre, les sous-marins allemands ne pouvaient pas légalement attaquer les navires battant pavillon panaméen. Le président Arias, cependant, refusa d'apporter son aide ; les plans américains visant à faire utiliser le pavillon panaméen par les navires américains approvisionnant les Britanniques furent interrompus.

### Présidence De La Guardia

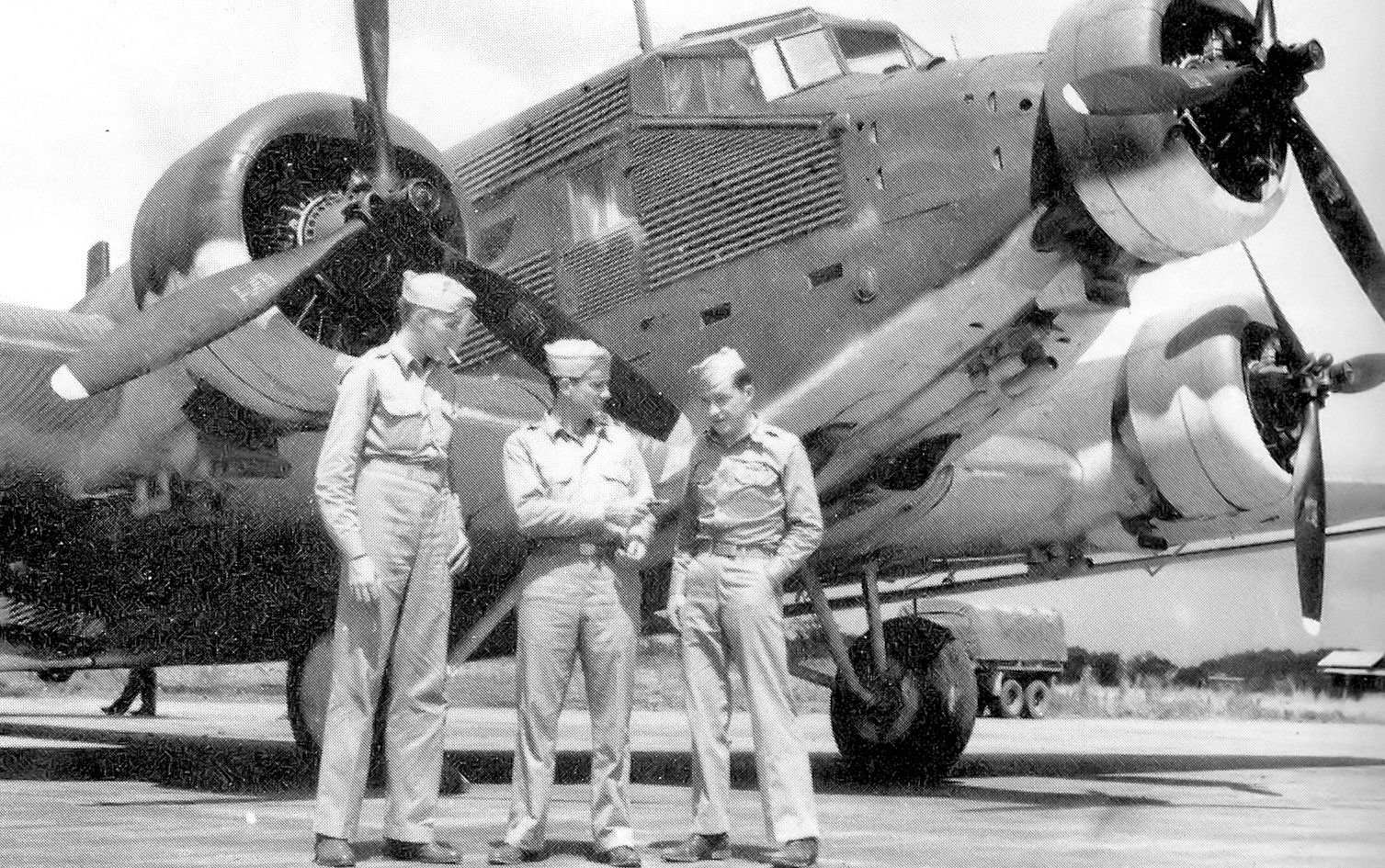
Un Junkers Ju 52/3m allemand, qui fut confisqué par le Pérou et transféré aux États-Unis comme une prise de guerre, au Champ Howard à la fin de 1942. L'avion fut redésigné comme un C-79 et reçut le numéro de série de 42-52883 dans les Forces aériennes de l’armée de terre américaine (USAAF).

Le refus d'Arias d’aider les Alliés en armant des navires panaméens, et sa ligne dure lors des négociations à propos des sites de défense conduisirent beaucoup dans le gouvernement des États-Unis à conclure qu’ « il devait s’en aller ». Un homme affirma ce qui suit sur une éventuelle invasion américaine pour évincer Arias: « Les présentes conditions sont considérés comme dangereuses pour la sécurité du canal et elles devraient être corrigées dès que possible. Une révolution locale destinée à éjecter l’administration pro-Axe serait préférable à une intervention des forces américaines ». Peu de temps après, le 7 octobre 1941, les Américains virent leurs vœux exaucés lorsqu’un coup d'État sans effusion de sang chassa Arias du pouvoir. Avec Ricardo Adolfo de la Guardia comme nouveau président, les négociations sur les sites de défense progressèrent rapidement et positivement pour les États-Unis. Puis, les Japonais attaquèrent la base navale américaine à Hawaï, ce qui accéléra encore le processus de négociations. Le nouveau gouvernement panaméen déclara la guerre au Japon le 7 décembre 1941, le jour même de l'attaque sur Pearl Harbor, et un jour avant que les États-Unis n’entrassent officiellement en guerre. Panama déclara ensuite la guerre à l'Allemagne et à l'Italie fasciste le 13 décembre 1941, avec quelques autres pays d'Amérique latine,,.
Le 12 mai 1942, les États-Unis et le Panama signèrent finalement un accord pour la location de 134 emplacements destinés être utilisés pour la protection du canal. L'accord stipulait que l’occupation des sites prendrait fin un an après la fin de la guerre, et que les États-Unis devraient payer 50 dollars par hectare et par an pour les bases, à l'exception de Rio Hato, pour lequel ils paieraient 10 000 dollars par an. Enfin, le Panama reçut la promesse de la réalisation de divers projets de travaux publics, dont la construction de la route de Rio Hato, du pont sur le canal, et du troisième jeu d'écluses pour le canal lui-même.
Ironiquement, en dépit de la coopération de la Guardia avec les États-Unis, tout au long de la guerre, le gouvernement américain refusa les demandes répétées des Panaméens d'accès au programme d’assistance Lend-Lease. Un fonctionnaire du département d'État affirma qu’ « [Il était] souhaitable de garder quelque chose qui pendait devant le nez de nos amis panaméens. Il n'y a aucun avantage pour nous à donner à l'administration actuelle la totalité de la sauce ». Toutefois, afin de récompenser de la Guardia pour ses actes, et afin de renforcer la position du président à l’intérieur du pays, les États-Unis fournirent au nouveau gouvernement des centaines d'armes automatiques et des pistolets, des bateaux et d’autres matériels de guerre, en plus d'une mission militaire permanente pour contribuer à la formation de la police nationale panaméenne. Certaines des armes fournies par les États-Unis furent rapidement mises en service pour s’opposer à coup d’État. En septembre 1943, un groupe d'officiers de police et de civils dissidents planifièrent une rébellion, mais ils furent découverts peu de temps après par la police restée fidèle, et mis hors d’état de nuire.

### Présidence Jiménez
La fin de la guerre en septembre 1945 provoqua un autre malentendu entre le Panama et les États-Unis. Bien que le traité de paix n’était pas encore entré en vigueur, le Panama demanda que la propriété des sites de défense lui soit restituée, appuyant sa revendication sur une disposition de l'accord permettant la renégociation après la cessation des hostilités. Passant outre à la volonté du département de la Guerre américain de conserver la plupart des bases pour une durée indéterminée, le département d'État prit connaissance de l'insatisfaction croissante des nationalistes et, en décembre 1946, envoya l'ambassadeur Frank T. Hines pour proposer une extension de vingt ans aux baux de treize installations. Le président Enrique Adolfo Jiménez, qui avait pris ses fonctions en juin 1945, autorisa un projet de traité en dépit de l'opposition du ministre des Affaires étrangères et exacerba le ressentiment latent.
Lorsque l'Assemblée nationale panaméenne se réunit en 1947 pour envisager la ratification, une foule de 10 000 Panaméens armés de pierres, de machettes et de fusils exprima son opposition. Dans ces circonstances, les députés rejetèrent à l'unanimité le traité. En 1948, les États-Unis avaient évacué toutes les bases et les sites occupés en dehors de la zone du canal. Le bouleversement de 1947, fut initié dans une large mesure par des étudiants universitaires. Leur affrontement avec la police nationale, à cette occasion, dans lequel des étudiants et des policiers furent tués, marqua le début d'une période d’intense animosité entre les deux groupes. L'incident fut également le premier dans laquelle les intentions américaines furent contrecarrées par une expression massive de rage des Panaméens.[style à revoir]

### Défenses

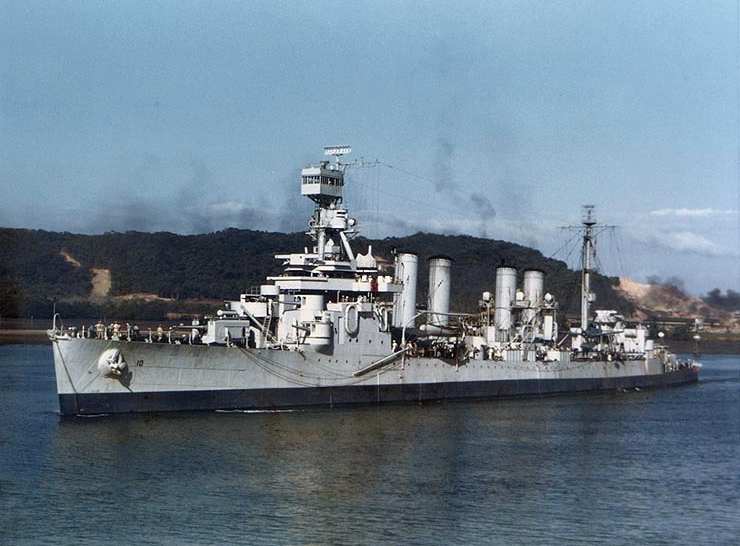
Le croiseur léger au large de Balboa, au Panama, le 6 janvier 1943.

Dans les années 1930, les événements et les développements technologiques commencèrent à remettre en question les vieilles hypothèses sur lesquels la défense du canal avait été basée. Une attaque visant à paralyser les écluses et des barrages, via soit par un acte de sabotage ou par bombardement naval, avait toujours été considéré comme le seul véritable danger à contre lequel il fallait se protéger. Avec l'avènement des porte-avions modernes et des bombardiers à long rayon d’action, une attaque aérienne est rapidement devint la plus grave menace pour la sécurité du canal. La possibilité que des forces hostiles établissant une tête de pont et se déplaçant par voie terrestre vers la zone du canal ne fut pas entièrement écartée, mais l'absence de lieux de débarquement appropriés sur la côte Atlantique et la jungle épaisse des basses terres du Pacifique furent estimées comme susceptibles de décourager toute attaque de ce genre. L'armée de terre américaine avait disposé ses défenses en conséquence. Chaque extrémité du canal fut fortement protégé par une concentration d'artillerie côtière qui à un moment fut considéré comme le plus puissant et efficace de tous au monde. En outre, les zones des écluses - à Gatun, Pedro Miguel et Miraflores - furent protégées par des fortifications terrestres.
L'armée avait reçu pour mission de protéger le canal contre les actions de sabotage et de le défendre depuis des positions à l’intérieur de la zone du canal. La défense était donc de la responsabilité de l'armée de terre à l'exception des deux tâches spécifiques: celui de fournir un garde armé à bord des navires traversant le canal, et celui de maintenir une patrouille portuaire à l'entrée du canal. Ces deux tâches furent confiées à la marine des États-Unis. Les forces du corps aérien à Panama devaient être prêtes pour aider la marine dans sa principale tâche de détecter et repousser les forces ennemies en mer, mais seulement dans la mesure où les bases aériennes au sein de la zone du canal le permettaient, et seulement avec l’accord du commandant local de l'armée de terre. Au sommet de la hiérarchie militaire se trouvait le général commandant du département du canal de Panama. Directement sous lui, se trouvaient les commandants de la 19e Escadre aérienne et des deux secteurs, dont chacun était indépendant de l'autre.
Dans les années précédant et pendant la Seconde Guerre mondiale, les forces américaines stationnées au Panama furent assignés à l'un des deux secteurs: le secteur de l'Atlantique, initialement avec le 1er régiment d'artillerie côtière et le 14e régiment d'infanterie, gardant le l’entrée nord du canal (côté atlantique), et le secteur du Pacifique, avec le 4e régiment d'artillerie côtière, le 33e régiment d'infanterie et un bataillon de la 2e d'artillerie de campagne, gardait l’extrémité sud (côté pacifique). En plus des troupes affectées aux secteurs, certaines unités étaient directement sous le commandement du général commandant du département du canal de Panama. Ces troupes incluaient les unités aériennes, la 19e escadrille mixte, avec environ vingt-huit bombardiers moyens, quatorze bombardiers légers, vingt-quatre avions de chasse, et quelques avions d’entrainement et avions de liaison ; plus un régiment du génie, avec un détachement du corps des signaux, un commissaire, et des unités de munitions, et d'autres services et de détachements administratifs.
En 1939, l'effectif total de la garnison fut porté à environ 13 500 hommes. Au cours des années suivantes, les défenses au Panama furent progressivement améliorées, et le nombre d’Américains dans la zone du canal augmenta. À plus fort de la guerre, 65 000 soldats américains étaient stationnés au Panama, ainsi que des dizaines de milliers d'employés civils. Parmi les nouvelles infrastructures militaires au Panama se trouvait la base aérienne d'Howard, qui était indispensable pour la mise en œuvre d’avions modernes. D’autres installations, comme Albrook Air Force Station, la base navale de Coco Solo, et les défenses côtières, furent agrandies et modernisées. En dépit de l'importance du canal pour l'effort de guerre des Alliés, le Panama ne fut jamais attaqué par l'Axe, et la menace d'une attaque sembla diminuer de plus en plus alors que la guerre progressait. Les Allemands et les Japonais, cependant, élaborèrent des plans pour bombarder le canal avec des avions déployé à partir de sous-marins. Le plan allemand, connu sous le nom de code d’opération Pelikan, fut annulé pour des raisons inconnues à la fin de l'année 1943, juste après que les préparatifs furent achevés. L'opération japonaise, prévue pour la mi-1945, fut également interrompue, car à ce moment-là la guerre était presque terminée, et le bombardement du canal n'était plus aussi urgent que l'arrêt de la flotte américaine qui avançait à travers le Pacifique,,,,.

## Galerie

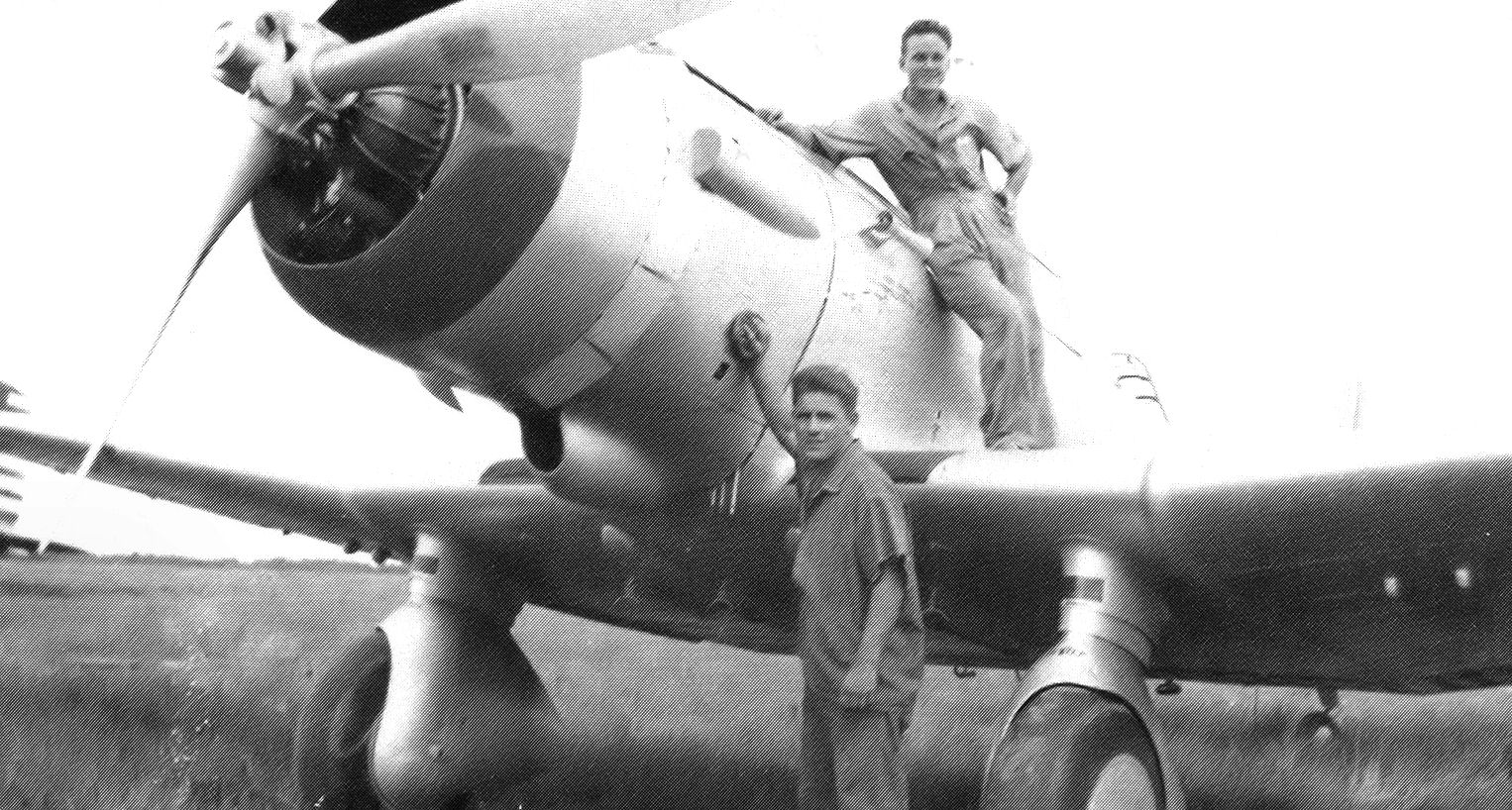
Un membre de l’équipe au sol du 74e escadron d’attaque avec un Northrop A-17 sur la base de Rio Hato en 1939.
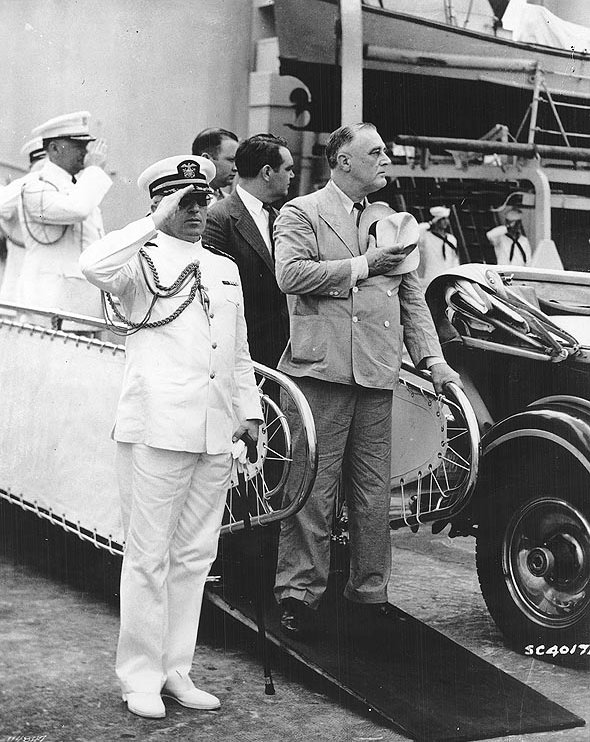
Le président Franklin D. Roosevelt et son aide naval, le capitaine Daniel J. Callaghan, recevant le salut d'un bataillon mixte du 14e d’infanterie aux écluses de Gatun lors de leur descente de l'USS Tuscaloosa, le 18 février 1940.
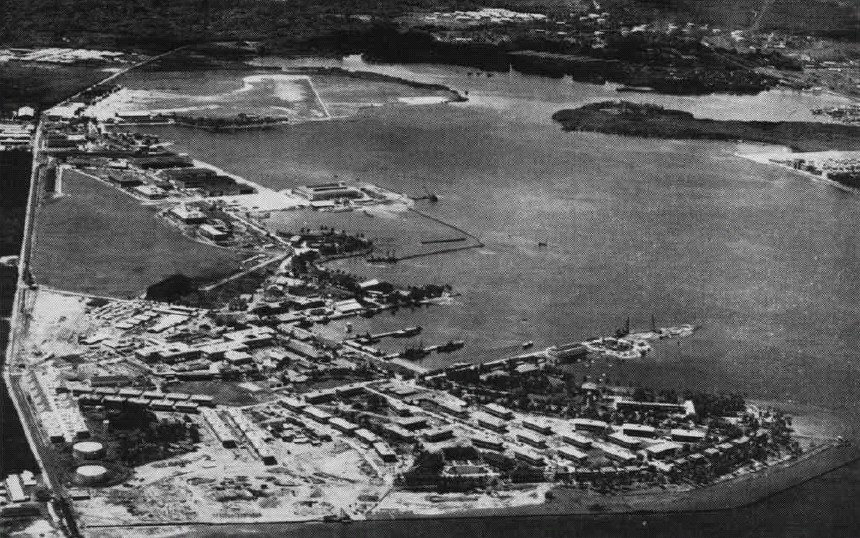
Vue aérienne de la station navale de Coco Solo en 1941.
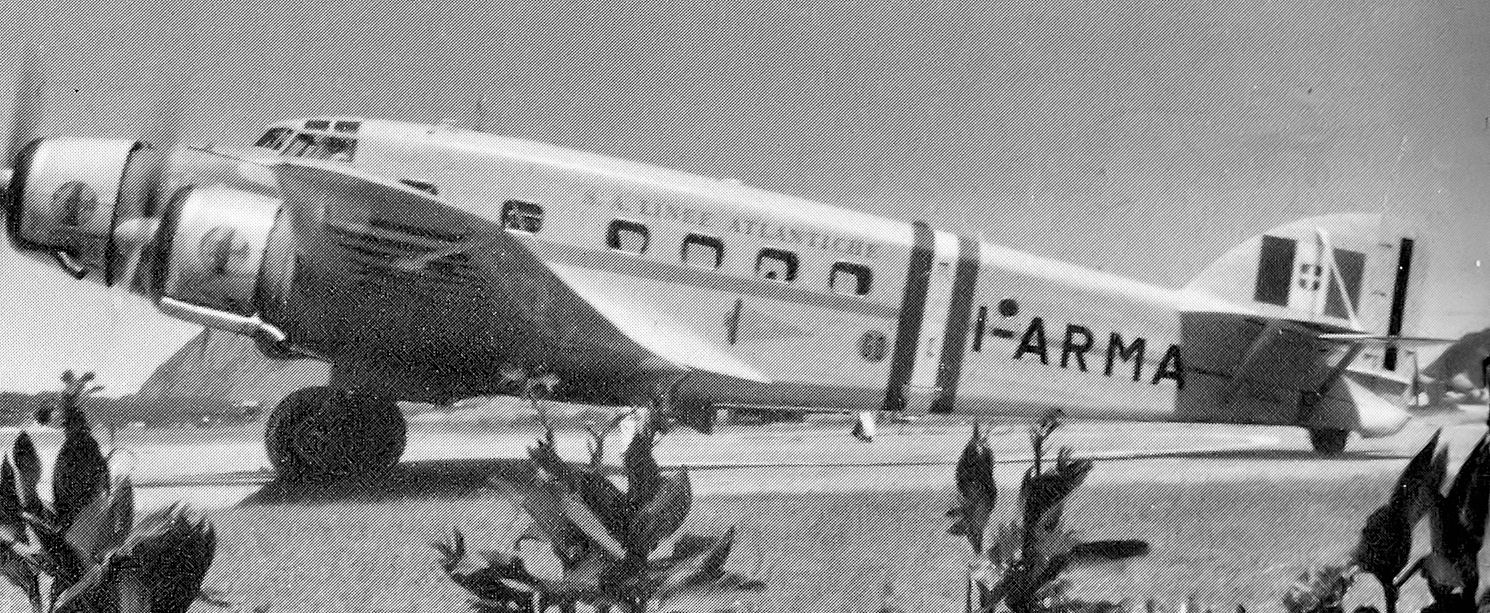
Un avion de ligne trimoteur italien Savoia-Marchetti SM.81 en service au sein de l’USAAF sur la base d’Howard en 1942. Cet avion avait été acquis par l'USAAF. Il venait de la compagnie aérienne Linee Aeree Transcontinentali Italiane (LATI). Il avait été saisi au Chili par les responsables gouvernementaux locaux et fournit à l’escadron en raison de la grave pénurie d’avion de transport de USAAF en Amérique centrale. Bien qu’ayant rejoint la base d’Howard, l'avion ne fut pas utilisé pour les missions opérationnelles.
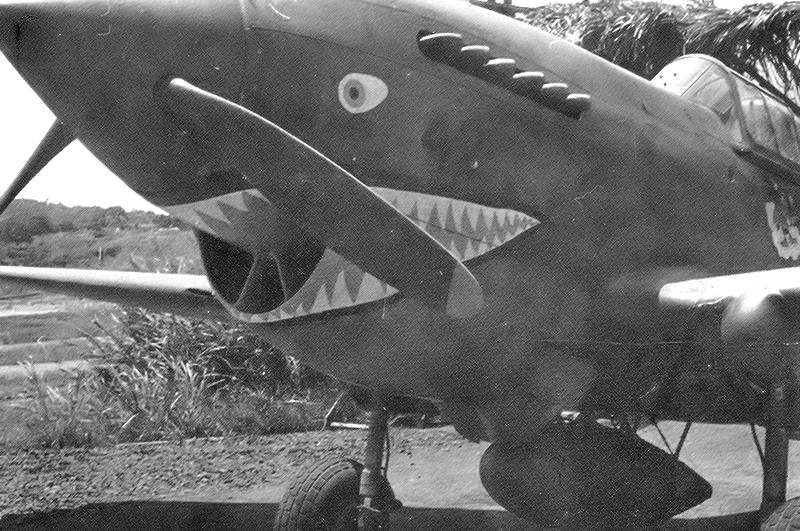
Un Curtiss P-40 Warhawk du 29e escadron de chasse sur la base de l’armée de terre de Madden en mai 1942.
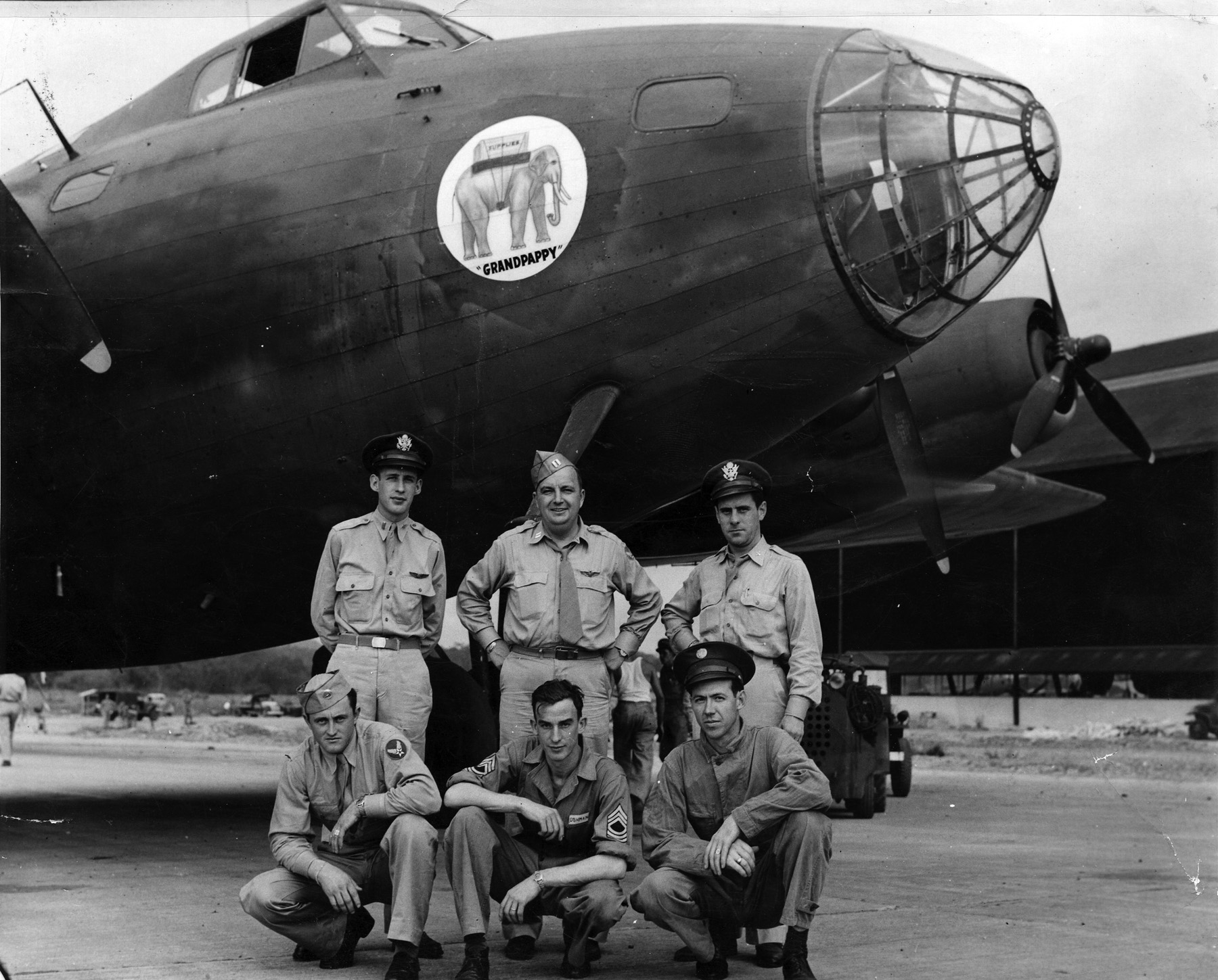
Photographie monochrome du Boeing XC-105 en 1943, au Panama sur la base d’Albrook. L'équipage de l'avion pose devant le nez de l’avion qui est peint avec un éléphant transportant des fournitures et le nom "Grandpappy." Cet avion exceptionnel était le prototype du Boeing XB-15 transformé. Il fut abandonné en 1945 sur la base d’Albrook.
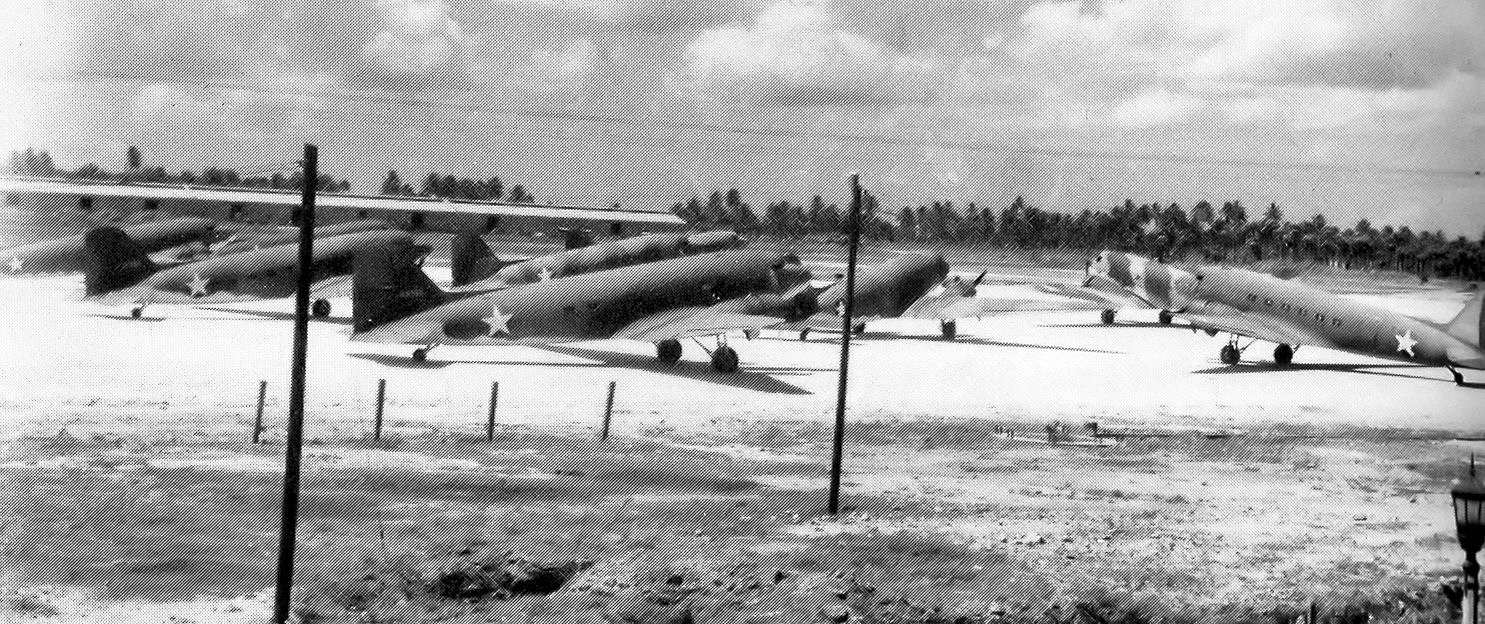
Appareils du 20e escadron de transport sur la base d’Howard en 1943.
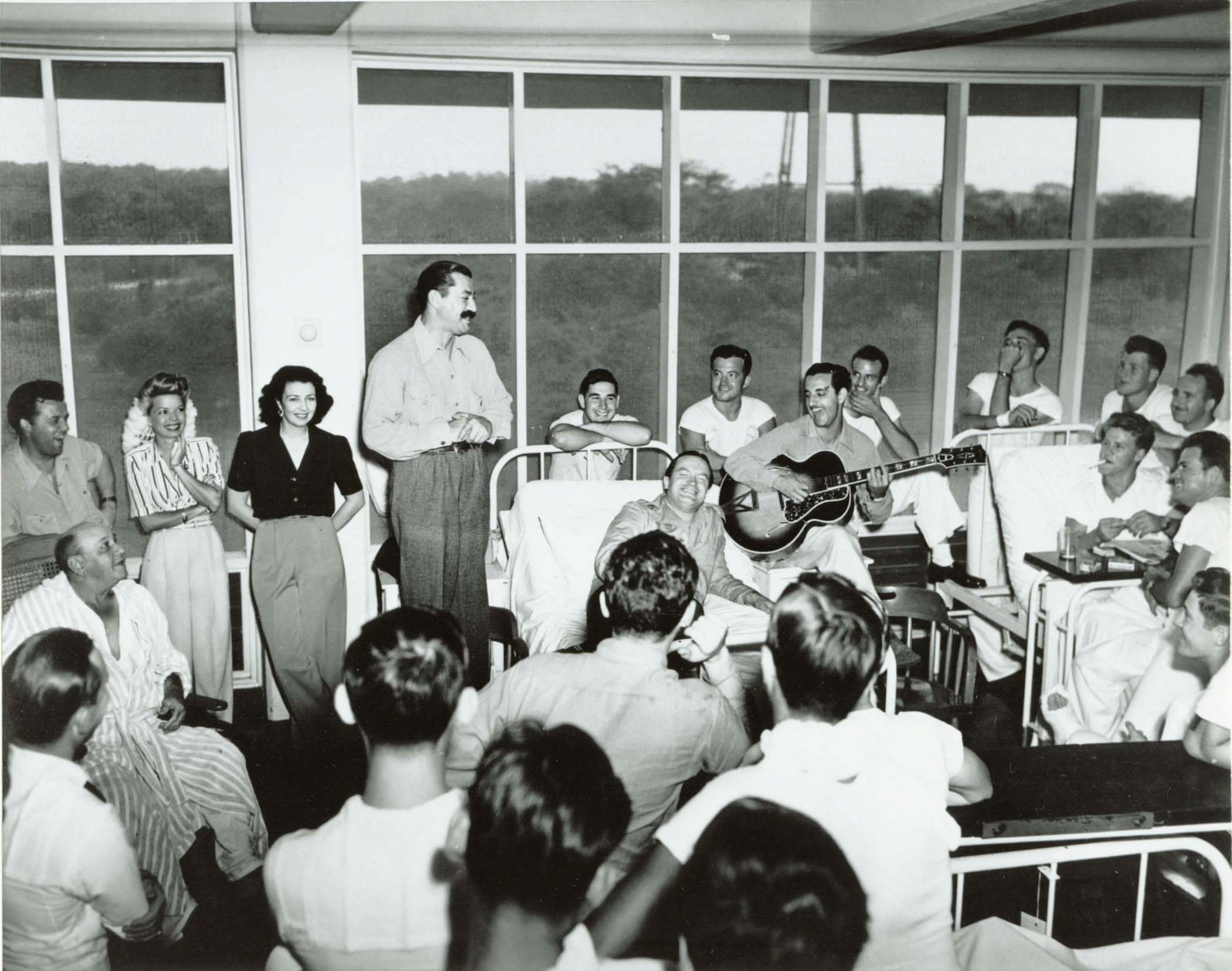
Les artistes Bob Hope et Francis Langford divertissent les patients à l'hôpital de Coco Solo, le 9 mars 1944. Les artistes présents incluaient (de gauche à droite): Frances Langford, Vera Vague, Jerry Colonna, Bob Hope, et Tony Romano. Était également présent Wendell Niles.